# 第7回国会
第7回国会（だい７かいこっかい）とは、1949年（昭和24年）12月4日から1950年（昭和25年）5月2日までの149日の日程で開かれた日本の国会(常会)である

## 今国会の動き

### 召集前
1949年
- 11月1日 - 第6回国会閉会[1]
- 11月12日 - 国会召集の詔勅発出